# Gens Plaucia
La gens Plaucia  fue un conjunto de familias de la Antigua Roma que compartían el nomen «Plautius». Aparece por primera vez en la historia de Roma tras la promulgación de las leges Liciniae Sextiae, a mediados del siglo IV a. C., y, durante tres generaciones, sus miembros ocuparon las más altas magistraturas del Estado romano. Tras algo más de un siglo, la gens reaparece tras las guerras púnicas en un papel secundario. No es hasta la época imperial que los Plaucios vuelven a destacar en los fasti, con varios miembros ocupando el consulado, emparentando con la familia imperial y premiados con el patriciado.